# SN 2010ls
SN 2010ls – supernowa typu IIb odkryta 29 grudnia 2010 roku w galaktyce A134051-4823. W momencie odkrycia miała maksymalną jasność 16,20m.